# Theodor Andrei
Theodor-Octavian Andrei (født 9. oktober 2004) er en rumænsk sanger. Han har repræsenteret Rumænien i Eurovision Song Contest 2023 med sangen "D.G.T. (Off and On)" men han fik en 15. plads i semifinale 2 og med 0. point og kvalificerede sig ikke til finalen.